# Halichondriidae
Famille
Synonymes
- Hymeniacidonidae de Laubenfels, 1936
- Stylotellinae Lendenfeld, 1888

Les Halichondriidae sont une famille d'animaux de l'embranchement des éponges (les éponges sont des animaux sans organes ou appareils bien définis).

## Liste des genres
Selon World Register of Marine Species (18 mai 2016) :
- genre Amorphinopsis Carter, 1887
- genre Axinyssa Lendenfeld, 1897
- genre Ciocalapata de Laubenfels, 1936
- genre Ciocalypta Bowerbank, 1862
- genre Cryptax de Laubenfels, 1954
- genre Epipolasis de Laubenfels, 1936
- genre Halichondria Fleming, 1828
- genre Hymeniacidon Bowerbank, 1858
- genre Johannesia Gerasimova, Erpenbeck & Plotkin, 2008
- genre Laminospongia Pulitzer-Finali, 1983
- genre Sarcomella Schmidt, 1868
- genre Spongosorites Topsent, 1896
- genre Topsentia Berg, 1899
- genre Uritaia Burton, 1932
- genre Vosmaeria Fristedt, 1885